# Ptelea trifoliata
Ptelea trifoliata är en vinruteväxtart som beskrevs av Carl von Linné. Ptelea trifoliata ingår i släktet Ptelea och familjen vinruteväxter.

## Underarter
Arten delas in i följande underarter:
- P. t. angustifolia
- P. t. pallida
- P. t. polyadenia
- P. t. trifoliata
- P. t. baldwinii
- P. t. cognata
- P. t. confinis
- P. t. lutescens
- P. t. mollis
- P. t. persicifolia